# العلاقات الأسترالية البرازيلية
العلاقات الأسترالية البرازيلية هي العلاقات الثنائية التي تجمع بين أستراليا والبرازيل.

## مقارنة بين البلدين
هذه مقارنة عامة ومرجعية للدولتين:
| وجه المقارنة                                              | أستراليا                                   | البرازيل |
| --------------------------------------------------------- | ------------------------------------------ | --- |
| المساحة (كم2)                                             | 7.69 مليون                                 | 8.52 مليون |
| عدد السكان (نسمة)                                         | 24.51 مليون                                | 202.66 مليون |
| الكثافة السكانية (ن./كم²)                                 | 3.19                                       | 23.79 |
| العاصمة                                                   | كانبرا، ملبورن                             | برازيليا، ريو دي جانيرو |
| اللغة الرسمية                                             | لغة إنجليزية                               | برتغالية برازيلية، Brazilian Sign Language ‏ |
| العملة                                                    | دولار أسترالي، جنيه إسترليني، جنيه أسترالي | ريال برازيلي، كروزيرو ريال برازيلي ‏، كروزيرو البرازيلية (1990–1993)، البرازيلي كروزادو نوفو، كروزادو برازيلي، cruzeiro ‏، كروزيرو البرازيلية (1942–1967)، الريال البرازيلي (قديم) |
| الناتج المحلي الإجمالي (بليون دولار)                      | 1.32 تريليون                               | 2.06 تريليون |
| الناتج المحلي الإجمالي (تعادل القوة الشرائية) بليون دولار | 1.10 تريليون                               | 3.22 تريليون |
| الناتج المحلي الإجمالي الاسمي للفرد دولار أمريكي          | 56.31 ألف                                  | 8.54 ألف |
| الناتج المحلي الإجمالي للفرد دولار أمريكي                 | 45.92 ألف                                  | 15.89 ألف |
| مؤشر التنمية البشرية                                      | 0.939                                      | 0.754 |
| رمز المكالمات الدولي                                      | +61                                        | +55 |
| رمز الإنترنت                                              | .au                                        | .br |
| المنطقة الزمنية                                           |                                            | |

## مدن متوأمة
في ما يلي قائمة باتفاقيات التوأمة بين مدن أسترالية وبرازيلية:
- ترتبط كانبرا مع برازيليا باتفاقية توأمة.[22]
- ترتبط أديلايد مع ريو دي جانيرو باتفاقية توأمة.

## منظمات دولية مشتركة
يشترك البلدان في عضوية مجموعة من المنظمات الدولية، منها:
| علم المنظمة | اسم المنظمة                        | تاريخ انضمام أستراليا | تاريخ انضمام البرازيل |
| ----------- | ---------------------------------- | --------------------- | --------------------- |
|             | مجموعة الموردين النوويين           | ?                     | ?                     |
|             | يونسكو                             | 4 نوفمبر 1946         | 4 نوفمبر 1946         |
|             | مجموعة العشرين                     | ?                     | ?                     |
|             | الفريق المعني برصد الأرض           | ?                     | ?                     |
|             | مؤسسة التمويل الدولية              | 20 يوليو 1956         | 31 ديسمبر 1956        |
|             | منظمة حظر الأسلحة الكيميائية       | ?                     | ?                     |
|             | مؤسسة التنمية الدولية              | 24 سبتمبر 1960        | 15 مارس 1963          |
|             | منظمة التجارة العالمية             | ?                     | ?                     |
|             | نظام تحكم تكنولوجيا القذائف        | 1990                  | 1995                  |
|             | وكالة ضمان الاستثمار متعدد الأطراف | 10 فبراير 1999        | 7 يناير 1993          |
|             | الاتحاد الدولي للاتصالات           | 27 مايو 1878          | 4 يوليو 1877          |
|             | منظمة الشرطة الجنائية الدولية      | ?                     | ?                     |
|             | الاتحاد البريدي العالمي            | ?                     | ?                     |
|             | الأمم المتحدة                      | 1 نوفمبر 1945         | 24 أكتوبر 1945        |
|             | البنك الدولي للإنشاء والتعمير      | 5 أغسطس 1947          | 14 يناير 1946         |

## أعلام
هذه قائمة لبعض الشخصيات التي تربطها علاقات بالبلدين:
- فرناندو دي مورايس (21 يناير 1980[30] – )

## وصلات خارجية
- موقع وزارة الخارجية الأسترالية
- موقع وزارة الخارجية البرازيلية